# Lawrence Tomlinson
Pour les articles homonymes, voir Tomlinson.
Lawrence Tomlinson, né le 24 juillet 1964 à Batley (Yorkshire de l'Ouest, Angleterre), est un homme d'affaires britannique qui s'est fait connaître dans le sport automobile en créant sa propre écurie, le Team LNT, pour courir en endurance puis en rachetant Ginetta et en devenant actionnaire de Zytek.

## Biographie
Lawrence Tomlinson a débuté dans la conception de composants Cummins, le fabricant de moteur diesel avant de reprendre l'entreprise parentale, de gestion de foyers de soins pour personnes âgées. Après avoir fait prospérer son entreprise, il a créé un groupe, le groupe LNT avec des activités dans la construction, l'aviation, l'automobile et le sport.
En 2004, il fonde l'écurie Team LNT pour assouvir sa passion automobile et rachète Ginetta l'année suivante. Par la suite, il remporte la catégorie GT2 des 24 Heures du Mans 2006 et devient actionnaire de Zytek en 2008. Cette année-là, il lance la Ginetta G50 pour marquer les cinquante ans de la marque.

## Palmarès automobile
- Vainqueur la catégorie GT2 des 24 Heures du Mans 2006 avec Tom Kimber-Smith et Richard Dean sur une Panoz Esperante GT-LM

## Résultats aux 24 Heures du Mans
| Année | Voiture               | Équipe                         | Équipiers                       | Résultat             |
| ----- | --------------------- | ------------------------------ | ------------------------------- | -------------------- |
| 2004  | TVR Tuscan T400R      | Chamberlain-Synergy Motorsport | Nigel Greensall / Gareth Evans  | 22e                  |
| 2006  | Panoz Esperante GT-LM | Team LNT                       | Tom Kimber-Smith / Richard Dean | 15e et Vainqueur GT2 |
| 2007  | Panoz Esperante GT-LM | Team LNT                       | Richard Dean / Robert Bell      | 23e                  |
| 2009  | Ginetta-Zytek 09S     | Team LNT                       | Richard Dean / Nigel Moore      | ABD.                 |